# Kamienica przy ul. Solec 103 w Warszawie
Kamienica przy ulicy Solec 103 w Warszawie – kamienica położona na warszawskim Powiślu przy ulicy Solec, wzniesiona w latach 1913–1914.

## Architektura
Kamienica ma pięć kondygnacji, nad nimi jest poddasze. Ma niesymetryczną, jedenastoosiową elewację (od pierwszego piętra) i sześć szerokich okien-witryn na parterze oraz bramę wjazdową z kratą między czwartą a piątą witryną. Na trzeciej i dziewiątej osi na drugim, trzecim i czwartym piętrze znajdują się półkoliste balkony, te osie na poziomie poddasza są zwieńczone trójkątnymi szczytami. Na trzeciej osi od drugiego piętra wzwyż do szczytu jest wykusz w postaci podciętego ryzalitu. Podobny wykusz urozmaica połączone osie od siódmej do dziewiątej. Są one zwieńczone wspólnym szczytem nadbudowanym nad szczytem wieńczącym dziewiątą oś.
W głębi posesji znajdują się dwa rzędy garaży.

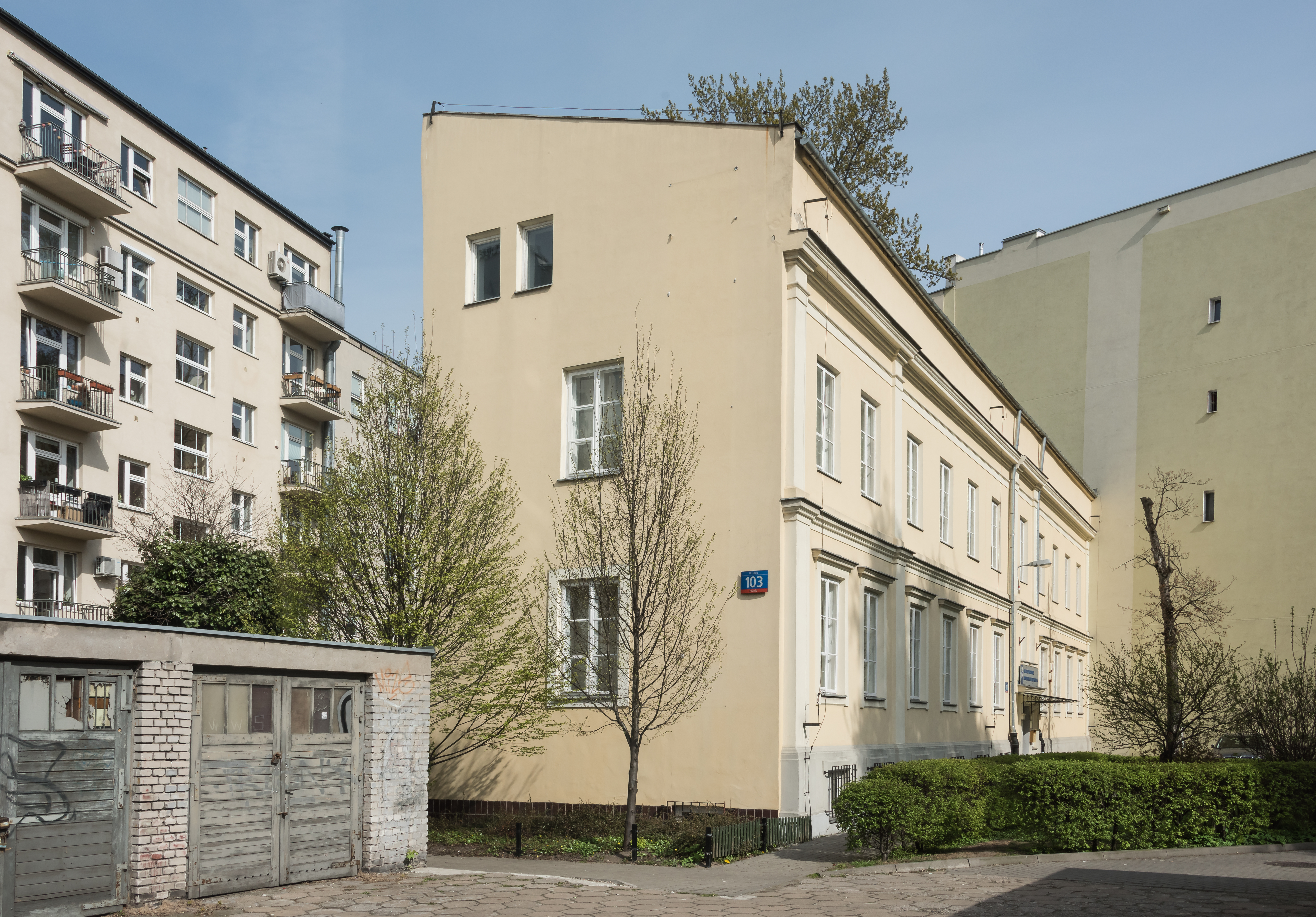
Zabytkowa oficyna posesji przy ul. Solec 103

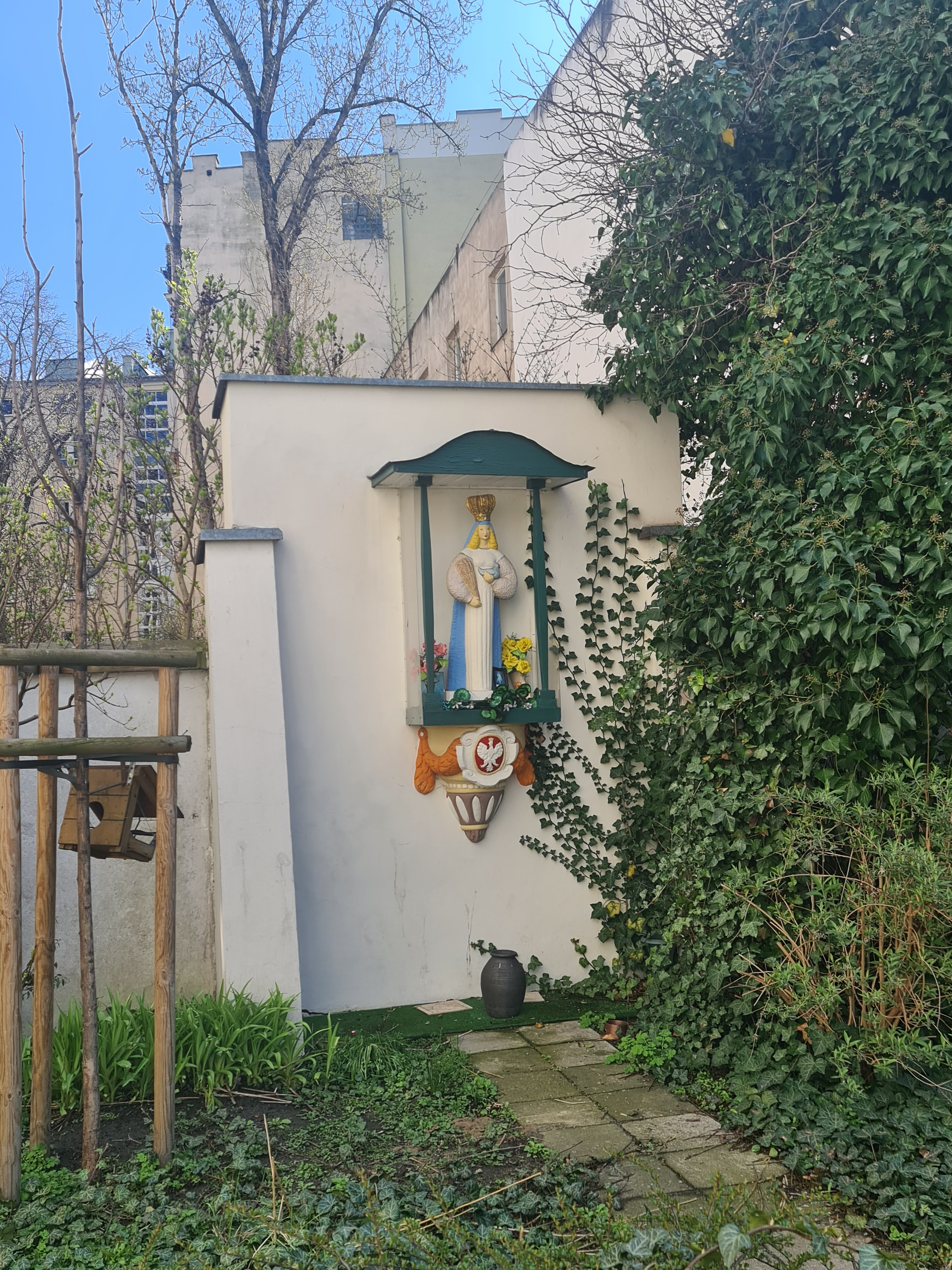
Kapliczka w podwórku posesji przy ul. Solec 103

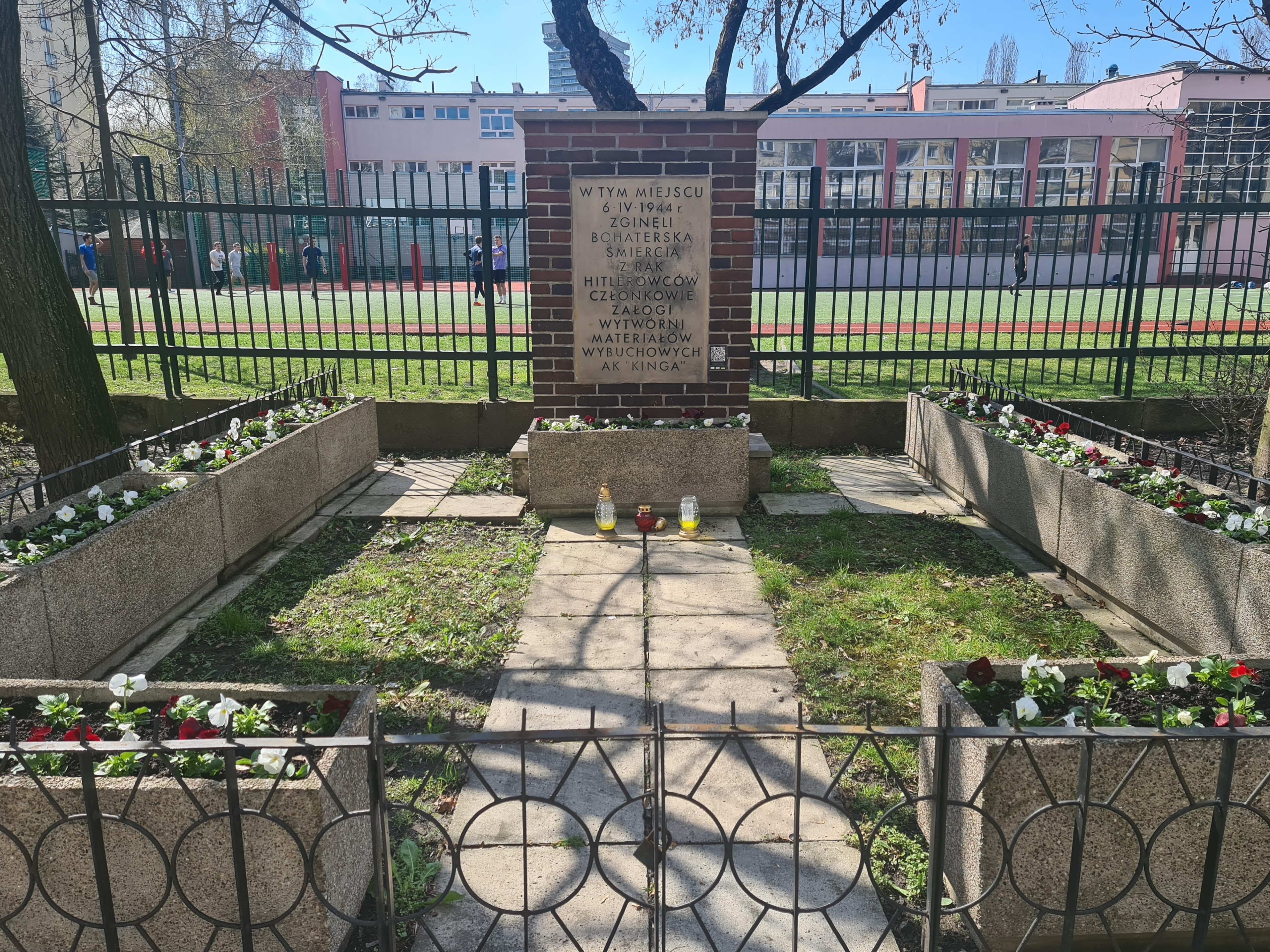
Tablica upamiętniająca likwidację wytwórni materiałów wybuchowych AK 6 kwietnia 1944 roku

W podwórzu znajduje się kapliczka. Specjalnie dla niej zostawiono kawałek ściany przy wyburzaniu sąsiedniego domu. Według części źródeł jest to Chrystus wykonany przez Władysława Ulanowskiego, według innych – jest to rzeźba Maryi z kurą i kłosami. Została ona odrestaurowana w czerwcu 2020 roku przez Polskie Pracownie Konserwacji Zabytków.

## Historia
Na tej wysokości ulicy Solec w XVIII i XIX wieku znajdowała się zabudowa pierzejowa parterowych domów, w głębi działek były ogrody. Oficyna na tej posesji, o numerze hipotecznym 2904, została wzniesiona w 1900 roku, sam budynek od strony ul. Solec – w latach 1913–1914.
W okresie międzywojennym na obszernej działce na tyłach kamienicy stały pawilony, prostopadle do ul. Solec, w których mieściło się wiele zakładów produkcyjnych i handlowych, m.in: warsztaty stolarskie „Ołtarzew” (Werne, Schilke i S-ka), mechaniczna fabryka wyrobów pończoszniczych „Powiśle”, wytwórnia przyrządów szklanych „Termoareometr” T. Czerwiński i Sp..
Przed II wojną światową i w czasie wojny mieszkała tu pisarka Janina Porazińska, autorka „Kichusia majstra Lepigliny” i innych lektur dziecięcych. Stąd po powstaniu warszawskim została wypędzona do obozu w Pruszkowie.
W latach 1943–1944 na terenie posesji działała w podziemiu Wytwórnia Materiałów Wybuchowych „Kinga” zorganizowana przez Janinę Szabatowską, działająca w strukturach Wydziału Saperów Oddziału III Komendy Głównej Armii Krajowej. W tym czasie, częściowo w celu zamaskowania działalności wytwórni, działały tu m.in. wytwórnia słomianych mat ogrodowych oraz wytwórnia środków piorących, którą opiekował się działacz konspiracji, dr Jan Tabeau z Pionek. Tablica upamiętniająca likwidację wytwórni stoi nieopodal, przy ul. Solec, kilkadziesiąt metrów na północ.
Pomimo walk podczas powstania warszawskiego, kamienica nie została zniszczona.
Po wojnie w oficynie posesji przez wiele lat mieściła się siedziba Polskich Pracowni Konserwacji Zabytków. Od strony ulicy Solec – znane wielu warszawiakom Księgarnia i Antykwariat Taniej Książki Bibliomania prowadzone przez państwa Hannę i Janusza Szostakowskich.
W 2015 roku przeprowadzono naprawę elewacji od strony podwórza.